# Список астероїдів (74501—74600)
| Назва                    | Тимчасове позначення | Дата відкриття  | Місце відкриття             | Відкривач                            |
| ------------------------ | -------------------- | --------------- | --------------------------- | ------------------------------------ |
| (74501) 1999 CO152       | 1999 CO152           | 12 лютого 1999  | Обсерваторія Кітт-Пік       | Spacewatch                           |
| (74502) 1999 DG2         | 1999 DG2             | 19 лютого 1999  | Обсерваторія Оїдзумі        | Такао Кобаяші                        |
| 74503 Мадола (Madola)    | 1999 DN4             | 23 лютого 1999  | Валь-де-Буа                 | Дені Бержерон                        |
| (74504) 1999 DF7         | 1999 DF7             | 18 лютого 1999  | Станція Андерсон-Меса       | LONEOS                               |
| (74505) 1999 EQ          | 1999 EQ              | 6 березня 1999  | Обсерваторія Кітт-Пік       | Spacewatch                           |
| (74506) 1999 EJ4         | 1999 EJ4             | 12 березня 1999 | Обсерваторія Кітт-Пік       | Spacewatch                           |
| (74507) 1999 FX          | 1999 FX              | 17 березня 1999 | Коссоль                     | ODAS                                 |
| (74508) 1999 FQ2         | 1999 FQ2             | 16 березня 1999 | Обсерваторія Кітт-Пік       | Spacewatch                           |
| 74509 Джіллетт (Gillett) | 1999 FG7             | 22 березня 1999 | Обсерваторія Фаунтін-Гіллс  | Чарльз Джулз                         |
| (74510) 1999 FF8         | 1999 FF8             | 20 березня 1999 | Сокорро (Нью-Мексико)       | LINEAR                               |
| (74511) 1999 FH8         | 1999 FH8             | 20 березня 1999 | Сокорро (Нью-Мексико)       | LINEAR                               |
| (74512) 1999 FS8         | 1999 FS8             | 20 березня 1999 | Сокорро (Нью-Мексико)       | LINEAR                               |
| (74513) 1999 FS10        | 1999 FS10            | 16 березня 1999 | Обсерваторія Кітт-Пік       | Spacewatch                           |
| (74514) 1999 FG16        | 1999 FG16            | 21 березня 1999 | Обсерваторія Кітт-Пік       | Spacewatch                           |
| (74515) 1999 FL28        | 1999 FL28            | 19 березня 1999 | Сокорро (Нью-Мексико)       | LINEAR                               |
| (74516) 1999 FD30        | 1999 FD30            | 19 березня 1999 | Сокорро (Нью-Мексико)       | LINEAR                               |
| (74517) 1999 FU31        | 1999 FU31            | 19 березня 1999 | Сокорро (Нью-Мексико)       | LINEAR                               |
| (74518) 1999 FU33        | 1999 FU33            | 19 березня 1999 | Сокорро (Нью-Мексико)       | LINEAR                               |
| (74519) 1999 FA34        | 1999 FA34            | 19 березня 1999 | Сокорро (Нью-Мексико)       | LINEAR                               |
| (74520) 1999 FF35        | 1999 FF35            | 19 березня 1999 | Сокорро (Нью-Мексико)       | LINEAR                               |
| (74521) 1999 FF36        | 1999 FF36            | 20 березня 1999 | Сокорро (Нью-Мексико)       | LINEAR                               |
| (74522) 1999 FH62        | 1999 FH62            | 22 березня 1999 | Станція Андерсон-Меса       | LONEOS                               |
| (74523) 1999 GA6         | 1999 GA6             | 7 квітня 1999   | Обсерваторія Кітт-Пік       | Spacewatch                           |
| (74524) 1999 GG16        | 1999 GG16            | 9 квітня 1999   | Сокорро (Нью-Мексико)       | LINEAR                               |
| (74525) 1999 GW22        | 1999 GW22            | 6 квітня 1999   | Сокорро (Нью-Мексико)       | LINEAR                               |
| (74526) 1999 GU23        | 1999 GU23            | 6 квітня 1999   | Сокорро (Нью-Мексико)       | LINEAR                               |
| (74527) 1999 GZ24        | 1999 GZ24            | 6 квітня 1999   | Сокорро (Нью-Мексико)       | LINEAR                               |
| (74528) 1999 GV34        | 1999 GV34            | 6 квітня 1999   | Сокорро (Нью-Мексико)       | LINEAR                               |
| (74529) 1999 GJ35        | 1999 GJ35            | 6 квітня 1999   | Сокорро (Нью-Мексико)       | LINEAR                               |
| (74530) 1999 GW39        | 1999 GW39            | 12 квітня 1999  | Сокорро (Нью-Мексико)       | LINEAR                               |
| (74531) 1999 GR40        | 1999 GR40            | 12 квітня 1999  | Сокорро (Нью-Мексико)       | LINEAR                               |
| (74532) 1999 GO47        | 1999 GO47            | 6 квітня 1999   | Станція Андерсон-Меса       | LONEOS                               |
| (74533) 1999 GS50        | 1999 GS50            | 10 квітня 1999  | Станція Андерсон-Меса       | LONEOS                               |
| (74534) 1999 JA          | 1999 JA              | 1 травня 1999   | Вумера                      | Френк Золотовскі                     |
| (74535) 1999 JS3         | 1999 JS3             | 10 травня 1999  | Сокорро (Нью-Мексико)       | LINEAR                               |
| (74536) 1999 JF4         | 1999 JF4             | 10 травня 1999  | Сокорро (Нью-Мексико)       | LINEAR                               |
| (74537) 1999 JQ11        | 1999 JQ11            | 12 травня 1999  | Сокорро (Нью-Мексико)       | LINEAR                               |
| (74538) 1999 JS12        | 1999 JS12            | 14 травня 1999  | Каталінський огляд          | Каталінський огляд                   |
| (74539) 1999 JD15        | 1999 JD15            | 12 травня 1999  | Сокорро (Нью-Мексико)       | LINEAR                               |
| (74540) 1999 JG22        | 1999 JG22            | 10 травня 1999  | Сокорро (Нью-Мексико)       | LINEAR                               |
| (74541) 1999 JT22        | 1999 JT22            | 10 травня 1999  | Сокорро (Нью-Мексико)       | LINEAR                               |
| (74542) 1999 JB28        | 1999 JB28            | 10 травня 1999  | Сокорро (Нью-Мексико)       | LINEAR                               |
| (74543) 1999 JT36        | 1999 JT36            | 10 травня 1999  | Сокорро (Нью-Мексико)       | LINEAR                               |
| (74544) 1999 JJ55        | 1999 JJ55            | 10 травня 1999  | Сокорро (Нью-Мексико)       | LINEAR                               |
| (74545) 1999 JB59        | 1999 JB59            | 10 травня 1999  | Сокорро (Нью-Мексико)       | LINEAR                               |
| (74546) 1999 JR61        | 1999 JR61            | 10 травня 1999  | Сокорро (Нью-Мексико)       | LINEAR                               |
| (74547) 1999 JE63        | 1999 JE63            | 10 травня 1999  | Сокорро (Нью-Мексико)       | LINEAR                               |
| (74548) 1999 JM64        | 1999 JM64            | 10 травня 1999  | Сокорро (Нью-Мексико)       | LINEAR                               |
| (74549) 1999 JU80        | 1999 JU80            | 12 травня 1999  | Сокорро (Нью-Мексико)       | LINEAR                               |
| (74550) 1999 JC82        | 1999 JC82            | 12 травня 1999  | Сокорро (Нью-Мексико)       | LINEAR                               |
| (74551) 1999 JY98        | 1999 JY98            | 12 травня 1999  | Сокорро (Нью-Мексико)       | LINEAR                               |
| (74552) 1999 JV111       | 1999 JV111           | 13 травня 1999  | Сокорро (Нью-Мексико)       | LINEAR                               |
| (74553) 1999 KR1         | 1999 KR1             | 16 травня 1999  | Обсерваторія Кітт-Пік       | Spacewatch                           |
| (74554) 1999 LG1         | 1999 LG1             | 7 червня 1999   | Сокорро (Нью-Мексико)       | LINEAR                               |
| (74555) 1999 LV1         | 1999 LV1             | 4 червня 1999   | Сокорро (Нью-Мексико)       | LINEAR                               |
| (74556) 1999 LG6         | 1999 LG6             | 11 червня 1999  | Вішнянська обсерваторія     | Корадо Корлевіч                      |
| (74557) 1999 LP13        | 1999 LP13            | 9 червня 1999   | Сокорро (Нью-Мексико)       | LINEAR                               |
| (74558) 1999 LT13        | 1999 LT13            | 9 червня 1999   | Сокорро (Нью-Мексико)       | LINEAR                               |
| (74559) 1999 LQ14        | 1999 LQ14            | 10 червня 1999  | Сокорро (Нью-Мексико)       | LINEAR                               |
| (74560) 1999 LC15        | 1999 LC15            | 12 червня 1999  | Сокорро (Нью-Мексико)       | LINEAR                               |
| (74561) 1999 LE18        | 1999 LE18            | 9 червня 1999   | Сокорро (Нью-Мексико)       | LINEAR                               |
| (74562) 1999 LD25        | 1999 LD25            | 9 червня 1999   | Сокорро (Нью-Мексико)       | LINEAR                               |
| (74563) 1999 MQ          | 1999 MQ              | 20 червня 1999  | Обсерваторія Ріді-Крик      | Джон Бротон                          |
| (74564) 1999 NY1         | 1999 NY1             | 12 липня 1999   | Сокорро (Нью-Мексико)       | LINEAR                               |
| (74565) 1999 NT3         | 1999 NT3             | 13 липня 1999   | Сокорро (Нью-Мексико)       | LINEAR                               |
| (74566) 1999 NE5         | 1999 NE5             | 10 липня 1999   | Обсерваторія Мальорки       | Альваро Лопес-Ґарсіа, Рафаель Пачеко |
| (74567) 1999 NP6         | 1999 NP6             | 13 липня 1999   | Сокорро (Нью-Мексико)       | LINEAR                               |
| (74568) 1999 NO7         | 1999 NO7             | 13 липня 1999   | Сокорро (Нью-Мексико)       | LINEAR                               |
| (74569) 1999 NR7         | 1999 NR7             | 13 липня 1999   | Сокорро (Нью-Мексико)       | LINEAR                               |
| (74570) 1999 NE8         | 1999 NE8             | 13 липня 1999   | Сокорро (Нью-Мексико)       | LINEAR                               |
| (74571) 1999 NQ8         | 1999 NQ8             | 13 липня 1999   | Сокорро (Нью-Мексико)       | LINEAR                               |
| (74572) 1999 NQ10        | 1999 NQ10            | 13 липня 1999   | Сокорро (Нью-Мексико)       | LINEAR                               |
| (74573) 1999 NB11        | 1999 NB11            | 13 липня 1999   | Сокорро (Нью-Мексико)       | LINEAR                               |
| (74574) 1999 NZ16        | 1999 NZ16            | 14 липня 1999   | Сокорро (Нью-Мексико)       | LINEAR                               |
| (74575) 1999 NV18        | 1999 NV18            | 14 липня 1999   | Сокорро (Нью-Мексико)       | LINEAR                               |
| (74576) 1999 NG25        | 1999 NG25            | 14 липня 1999   | Сокорро (Нью-Мексико)       | LINEAR                               |
| (74577) 1999 NN26        | 1999 NN26            | 14 липня 1999   | Сокорро (Нью-Мексико)       | LINEAR                               |
| (74578) 1999 NF28        | 1999 NF28            | 14 липня 1999   | Сокорро (Нью-Мексико)       | LINEAR                               |
| (74579) 1999 NG30        | 1999 NG30            | 14 липня 1999   | Сокорро (Нью-Мексико)       | LINEAR                               |
| (74580) 1999 NE36        | 1999 NE36            | 14 липня 1999   | Сокорро (Нью-Мексико)       | LINEAR                               |
| (74581) 1999 NS38        | 1999 NS38            | 14 липня 1999   | Сокорро (Нью-Мексико)       | LINEAR                               |
| (74582) 1999 NU49        | 1999 NU49            | 13 липня 1999   | Сокорро (Нью-Мексико)       | LINEAR                               |
| (74583) 1999 NF50        | 1999 NF50            | 13 липня 1999   | Сокорро (Нью-Мексико)       | LINEAR                               |
| (74584) 1999 NH50        | 1999 NH50            | 13 липня 1999   | Сокорро (Нью-Мексико)       | LINEAR                               |
| (74585) 1999 NV52        | 1999 NV52            | 12 липня 1999   | Сокорро (Нью-Мексико)       | LINEAR                               |
| (74586) 1999 NG63        | 1999 NG63            | 14 липня 1999   | Сокорро (Нью-Мексико)       | LINEAR                               |
| (74587) 1999 ON1         | 1999 ON1             | 21 липня 1999   | Прескоттська обсерваторія   | Пол Комба                            |
| (74588) 1999 OO1         | 1999 OO1             | 19 липня 1999   | Обсерваторія Ріді-Крик      | Джон Бротон                          |
| (74589) 1999 OX1         | 1999 OX1             | 16 липня 1999   | Сокорро (Нью-Мексико)       | LINEAR                               |
| (74590) 1999 OG2         | 1999 OG2             | 22 липня 1999   | Сокорро (Нью-Мексико)       | LINEAR                               |
| (74591) 1999 PS1         | 1999 PS1             | 10 серпня 1999  | Обсерваторія Амейя-де-Мар   | Жауме Номен                          |
| (74592) 1999 PR4         | 1999 PR4             | 15 серпня 1999  | Обсерваторія Фарпойнт       | Ґері Гаґ                             |
| (74593) 1999 PS4         | 1999 PS4             | 15 серпня 1999  | Обсерваторія Фарпойнт       | Ґері Гаґ                             |
| (74594) 1999 PN6         | 1999 PN6             | 7 серпня 1999   | Станція Андерсон-Меса       | LONEOS                               |
| (74595) 1999 QP          | 1999 QP              | 20 серпня 1999  | Обсерваторія Фарпойнт       | Ґрем Белл, Ґері Гаґ                  |
| (74596) 1999 QQ          | 1999 QQ              | 20 серпня 1999  | Обсерваторія Клеть          | Обсерваторія Клеть                   |
| (74597) 1999 RG          | 1999 RG              | 3 вересня 1999  | Прескоттська обсерваторія   | Пол Комба                            |
| (74598) 1999 RU1         | 1999 RU1             | 5 вересня 1999  | Вішнянська обсерваторія     | Корадо Корлевіч                      |
| (74599) 1999 RF3         | 1999 RF3             | 6 вересня 1999  | Вішнянська обсерваторія     | Корадо Корлевіч                      |
| (74600) 1999 RH3         | 1999 RH3             | 2 вересня 1999  | Обсерваторія Берґіш-Ґладбах | Вольф Бікель                         |